# المسيحية في الشام

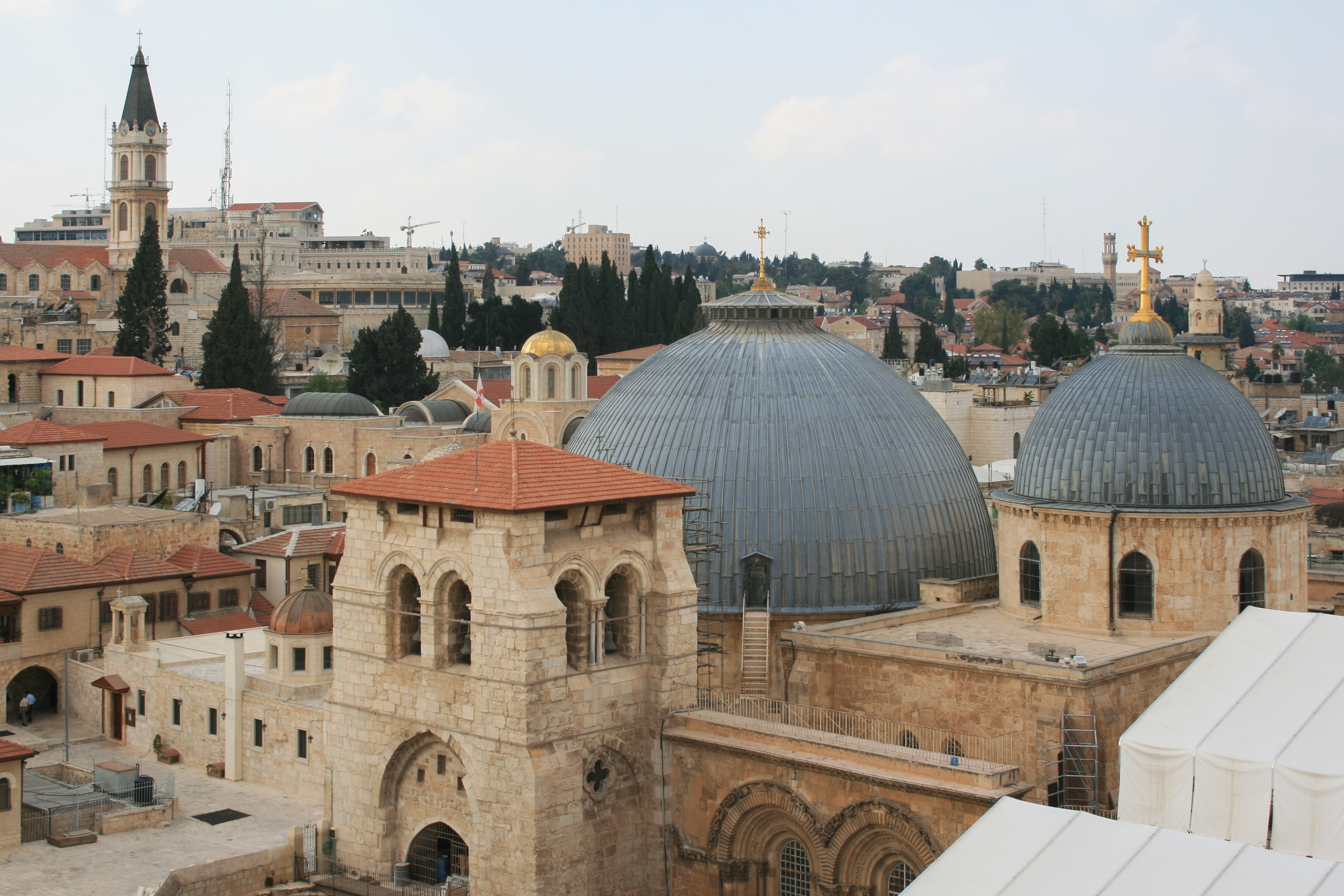
حارة النصارى في القدس تتوسطها كنيسة القيامة، ومن القدس انطلقت رسالة الديانة المسيحية.

تُعد بلاد الشام مهد الديانة المسيحية، فمن المعروف أن المسيحية قد انطلقت من القدس وتمركزت أولًا في المدن الكبرى على الساحل الشرقي للبحر الأبيض المتوسط كأنطاكية وجبيل وأيضًا في جزيرة قبرص ومنها انتشرت إلى كافة أنحاء العالم. وتعد بلاد الشام مركزًا لعدة كنائس مسيحية فرعية، مثل بطريركية أنطاكية للروم الأرثوذكس، بطريركية القدس، الكنيسة السريانية الأرثوذكسية، كنيسة الروم الكاثوليك والكنيسة المارونية.

## تاريخ

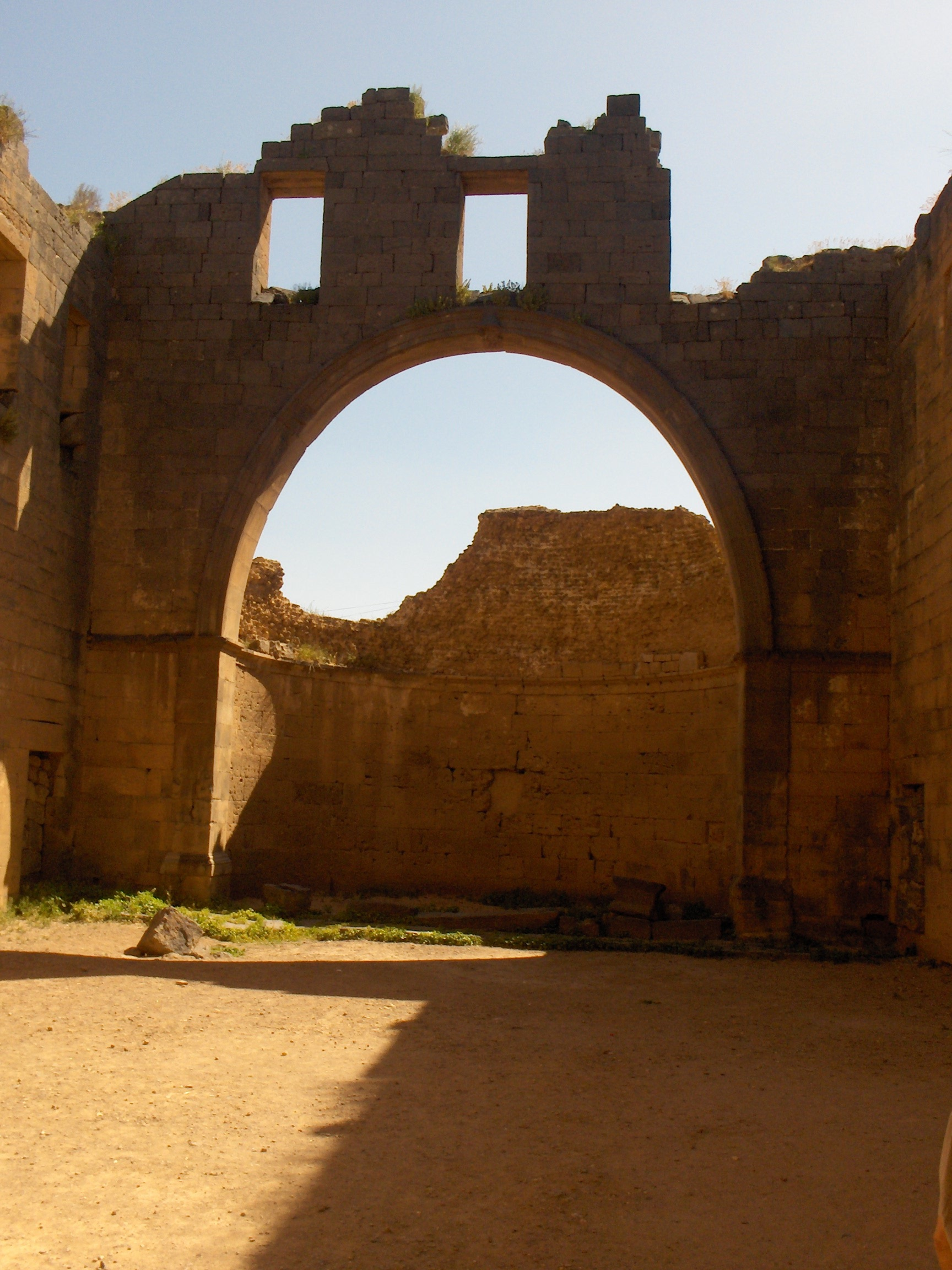
كاتدرائية بصرى الشام عاصمة «الولاية العربية» أيام الإمبراطورية الرومانية وقد ساس الولاية بنو قضاعة ثم بنو سيلح وأخيرًا بنو غسان، وجميعهم من نصارى العرب.

بحسب الإيمان المسيحي وُلِدَ وعاش يسوع المسيح ورسله في فلسطين وحدثت معظم الأحداث المذكورة في العهد الجديد والعديد من الأحداث المذكورة في العهد القديم. وحسب التراث المسيحي انطلقت البشارة المسيحية من الجليل ويهوذا، أي من شمالي فلسطين وأوساطها، ومن ثم من أنطاكية وانتشرت في أنحاء العالم.
امتدت المسيحية إلى أطراف الشام الجنوبية ومختلف المناطق التي ترتفع فيها كثافة السكان العرب. وقد تكونت بهذه المناطق أسقفيات عديدة منذ منتصف القرن الرابع. وكانت قبائل قضاعة أول القبائل التي هاجرت من الجزيرة العربية إلى بلاد الشام وتنصرت هناك.
ثم لحق بقضاعة قبائل أخرى، أشهرها غسان، التي نزحت من اليمن بعد انهيار سد مأرب في القرن الثالث واستوطنت البلقاء والبادية السورية، حوران ودرعا والجولان. وكان يرأسها يومئذ جفنة بن عمرو بن عامر، الذي تنصر هو وسائر من معه وأقاموا هناك مملكة تابعة للروم. وكان آل جفنة أعرق العرب حضارة، إذ أنشأوا ثقافة عربية امتزجت بالعناصر السريانية واليونانية. علاوة على ذلك أتمّوا تنصير القبائل العربية الأخرى، كبني قضاعة، وربيعة وإياد وبني كلب وغيرهم.
وقد ظلّ للمسيحيين حضور فاعل طوال العصر الأموي والعباسي، لكنه أخذ بالتقهقر بنتيجة الاضطهادات الدينية التي تزامنت مع انهيار الدولة العباسية وأدت إلى حصر المسيحيين في بعض المناطق النائية كطور عابدين أو معلولا أو جبل لبنان، على أن الوجود المسيحي لم يندثر يومًا من المدن الكبرى كحلب أو دمشق أو بيروت.
خلال القرن التاسع عشر قاد المسيحيون الشوام النهضة القومية العربية، وذلك على يد المفكرين ذوي الأغلبية المسيحية من سوريا ولبنان؛ ولقد أطلق هؤلاء المسيحيون بصحفهم وجمعياتهم الأدبية والسياسية النهضة العربية في القرن التاسع عشر والتي سرعان ما اتسعت لتشمل أطياف المجتمع برمته. وقد سطع أيضًا نجم عدد وافر من الشخصيات المسيحية العربية في بلاد الشام في مناصب سياسية واقتصادية بارزة، كما ولا يزال للطوائف المسيحية، دور بارز في بلاد الشام، لم ينقطع، لعلّ أبرز مراحله النهضة العربية في القرن التاسع عشر.
في عام 1860 وقعت في جبل لبنان ودمشق «مذابح بحق المسيحيين» والتي فتحت باب هجرة مسيحيي الشام إلى مصر وأوروبا والعالم الجديد. وفي العصر الحالي، فإن بلاد الشام تعاني من نسب هجرة مرتفعة بين مواطنيه المسيحيين وهي ظاهرة أخذت بالانتشار منذ نهاية القرن التاسع عشر.

## الوضع الحالي
مسيحيو بلاد الشام متنوعون عرقيًا فمنهم مسيحيين عرب سواءً عن طريق النسب العربي أو بحكم انتشار العروبة كلغة وثقافة وهوية، بالإضافة أيضًا إلى الوجود التاريخي لكل من السريان والأرمن.

### توزيع ديموغرافي

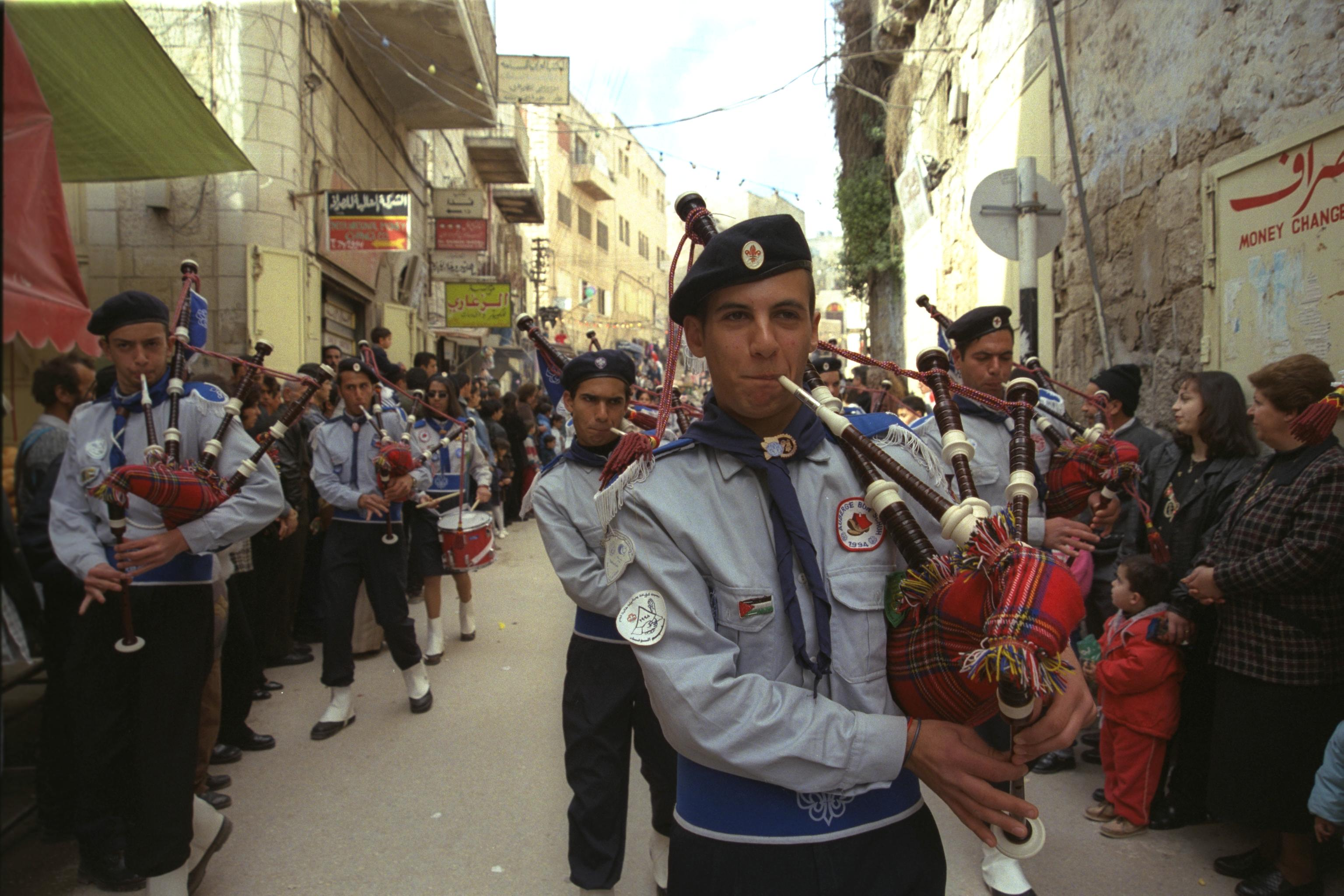
احتفالات المسيحيين الفلسطينيين في يوم عيد الميلاد في مدينة بيت لحم سنة 1999.

يتوزع مسيحيون بلاد الشام اليوم على خمس دول بلاد الشام اليوم، أكبر عدد موجود في سوريا ونسبتهم فتترواح بين 10 إلى 12% باختلاف الإحصاءات أي حوالي 2 مليون، حوالي نصفهم من الروم الأرثوذكس في حين أن سائر الطوائف تشكل النصف الآخر.، من ثم في لبنان وفيها حوالي 40% من السكان البالغين 22 سنة ينتمون إلى الديانة المسيحية، وهو البلد الوحيد في الوطن العربي الذي يتولى رئاسته مسيحيون بحكم عرف دستوري. أما في الأردن هناك حوالي 6% من المسيحيين، غالبيتهم ينتمون إلى الأرثوذكسية الشرقية، وتشير تشير إحصاءات دائرة الإحصاء المركزية للعام 2012 أن عدد المسيحيين في إسرائيل بلغ 158 ألف، ويشكلون حالياً نحو 2.2% من عدد سكان إسرائيل البالغ أكثر من سبعة ملايين. حوالي 80% من مسيحيي إسرائيل هم مسيحيون عرب، الباقي يتوزعون بين مسيحيون يهود الذين جاءوا إلى إسرائيل من الدول الأوروبية، خاصًة دول الاتحاد السوفياتي السابق، أو من معتنقو المسيحية، يضاف اليهم بالإضافة إلى 200,000 من الاجانب ممن يتحدثون اللغة العبرية، الذين جاءوا للعمل أو الدراسة. بينما يتراوح عدد مسيحيي الضفة الغربية بين 40,000 إلى 90,000، و5,000 مسيحي في قطاع غزة. يشكّل بين المسيحيين 6 - 30% من فلسطيني العالم حسب الإحصائيات المختلفة.
يعيش أيضًا مسيحيون عرب ينتمي أغلبهم إلى بطريركية أنطاكية وسائر المشرق للروم الأرثوذكس وكانوا جزءًا من المجتمع السوري حتى معاهدة لوزان حتى اقتطاع لواء اسكندرون السوري ذو الغالبية العربية وضمه إلى تركيا عام 1939. وبلغ عددهم في عام 1995 حوالي 10,000 نسمة، ويعيش أغلبهم في إسطنبول والإسكندرونة ومرسين، ويتحدثون باللغة العربية والتركية.
أما الموصل فقد كانت تاريخيًا مركزًا هامًا لتجمع الكلدان/السريان/الآشوريين الذين انتموا في الغالب إلى الكنيسة الكلدانية وكنيسة المشرق الآشورية والكنيسة السريانية الأرثوذكسية وكذلك بعض الأرمن. حيث زاد تعدادهم بعد الحرب العالمية الأولى فيها، غير أن أعدادهم قلت منذ الثمانينات بسبب الهجرة إلى خارج القطر، كما أدت موجات من العنف بعد حرب العراق إلى نزوح أغلبية من تبقى إلى داخل وخارج العراق.

### توزيع طائفي

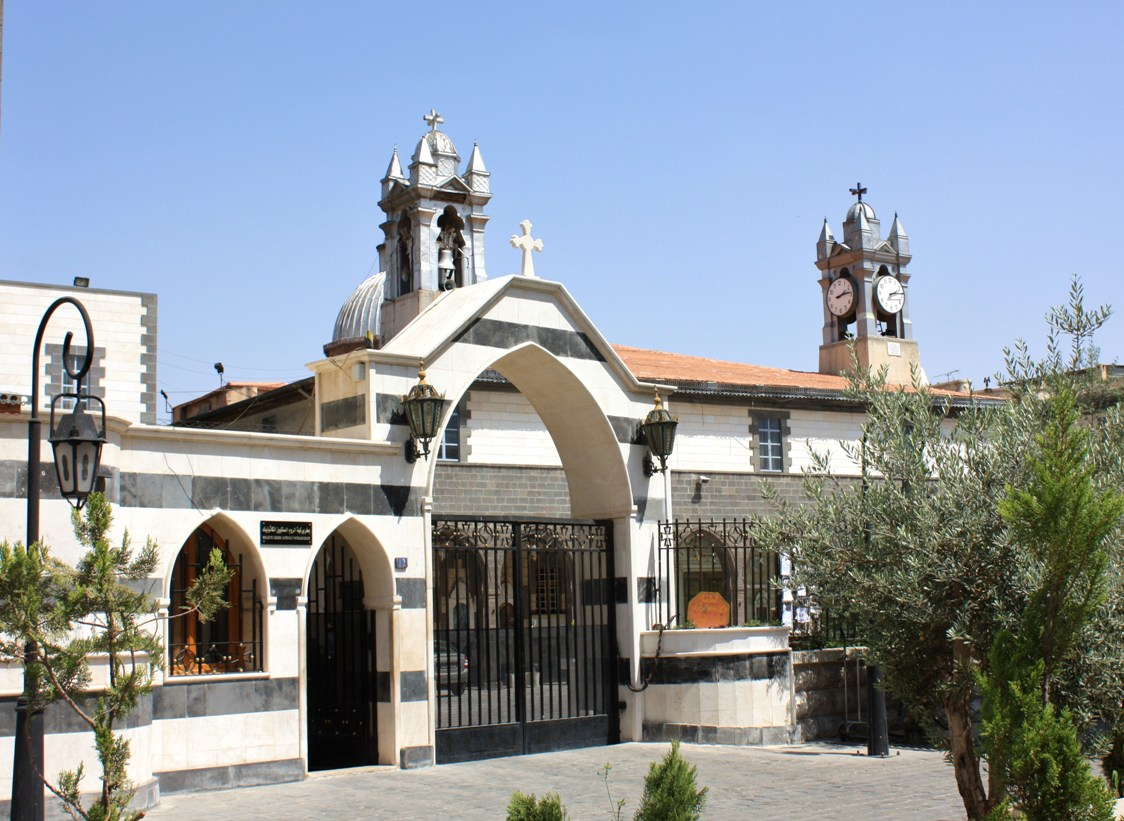
كاتدرائية سيدة النياح وتعرف أيضًا باسم «كنيسة الزيتون» وتعتبر مقر كنيسة الروم الملكيين الكاثوليك في العالم، وتقع في باب شرقي بدمشق القديمة.

حاليًا يأتي على رأس الطوائف المسيحية في بلاد الشام، الكنيسة المارونية ومقرها بكركي قرب بيروت ويشكل لبنان ثقلها الأساسي، وأتباعها ثاني أكبر طائفة مسيحية وهي ضمن عائلة الكنيسة الكاثوليكية، أما في الدرجة الثالثة يأتي الروم الأرثوذكس الموزعين على ثلاث بطريركيات في أنطاكية والقدس والإسكندرية، ومقر بطريركية أنطاكية في دمشق وفي سوريا يشكل أتباع هذه الطائفة أكثر من نصف المسيحيين وفي فلسطين والأردن أيضًا يشكلون أغلبية المسيحيين الساحقة وهذه الكنيسة مصنفة ضمن عائلة الكنائس الأرثوذكسية الشرقية. تليها كنيسة الروم الكاثوليك، وتشكل أكبر تجمع في إسرائيل ولها ثقل في سوريا سيّما في حلب ومرمريتا وفي لبنان سيّما في زحلة.
هناك أيضًا بطريركية اللاتين في القدس التي تتبع الطقس الروماني الكاثوليكي وينتشر أتباعها في إسرائيل وفلسطين والأردن، وهناك أيضًا لاتين في سوريا وفي لبنان. هناك أيضًا عدة طوائف تشكل الأقلية مثل كنيسة الأقباط الكاثوليك والأقليات البروتستانتية والإنجليكانية في جميع دول بلاد الشام.
كما تعرف بلاد الشام تواجد تاريخي للكنيسة السريانية الأرثوذكسية والسريانية الكاثوليكية خاصًة في الجزيرة الفراتية وطور عابدين. بالإضافة إلى كنيسة الأرمن الأرثوذكس وهي ضمن عائلة الكنائس الأرثوذكسية المشرقية والتي لها حضور تاريخي في مدينة حلب والقدس.

## النهضة والقومية العربية

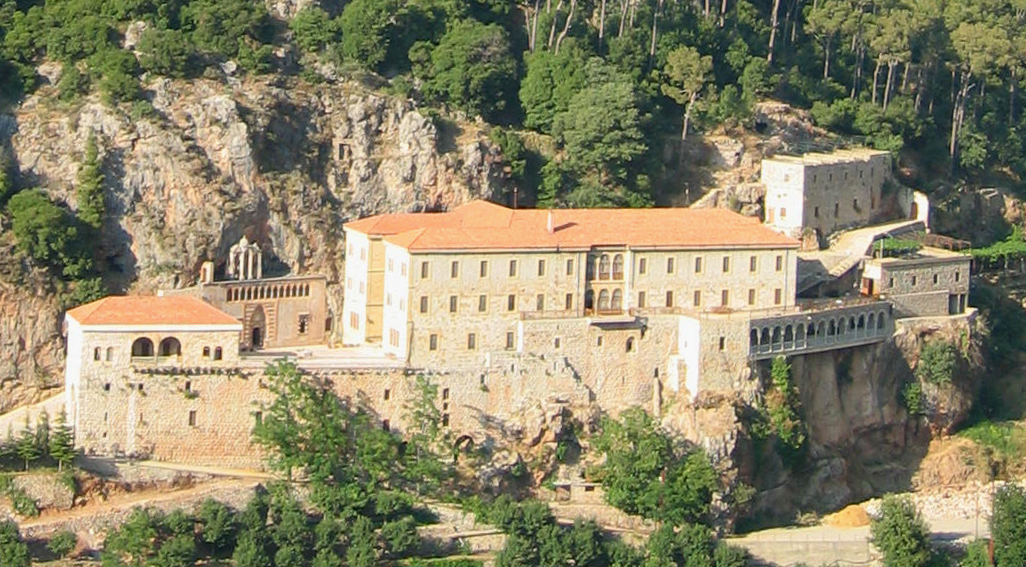
دير مار أنطونيوس قزحيا، تم تأسيس فية أول مطبعة في الشرق الأوسط.

لعب مسيحيون الشام دورًا رائدًا في النهضة الثقافية العربية، فكانوا أول من أدخل المطبعة إلى البلدان العربية مطبعة دير قزحيا في لبنان ثم مطبعة حلب عام 1706، وساعدوا منذ منتصف القرن التاسع عشر على نشر التعليم وتأسيس المدارس العربية، فافتتحت الجامعات المسيحية بجهود المرسلين كانت أولها الجامعة الأمريكية في بيروت عام 1866 وجامعة القديس يوسف عام 1875 مما أدى إلى انتعاش الحركة الفكرية، وقد خرَّجت المداراس المسيحية عددًا وافرًا من أعلام العربية في تلك المرحلة، وقد أسهم المسيحيون في إحياء التراث والأدب العربي، وكان من أبرز أعلام الأدب جبران خليل جبران وميخائيل نعيمة ومي زيادة وأمين الريحاني وشفيق معلوف وإلياس فرحات، ومن الشعراء والمؤرخين برز إيليا أبو ماضي وخليل مطران والأخطل الصغير ونعمة الله الحاج وعيسى إسكندر وصليبا الدويهي ورشيد سليم الخوري.

## أماكن دينية

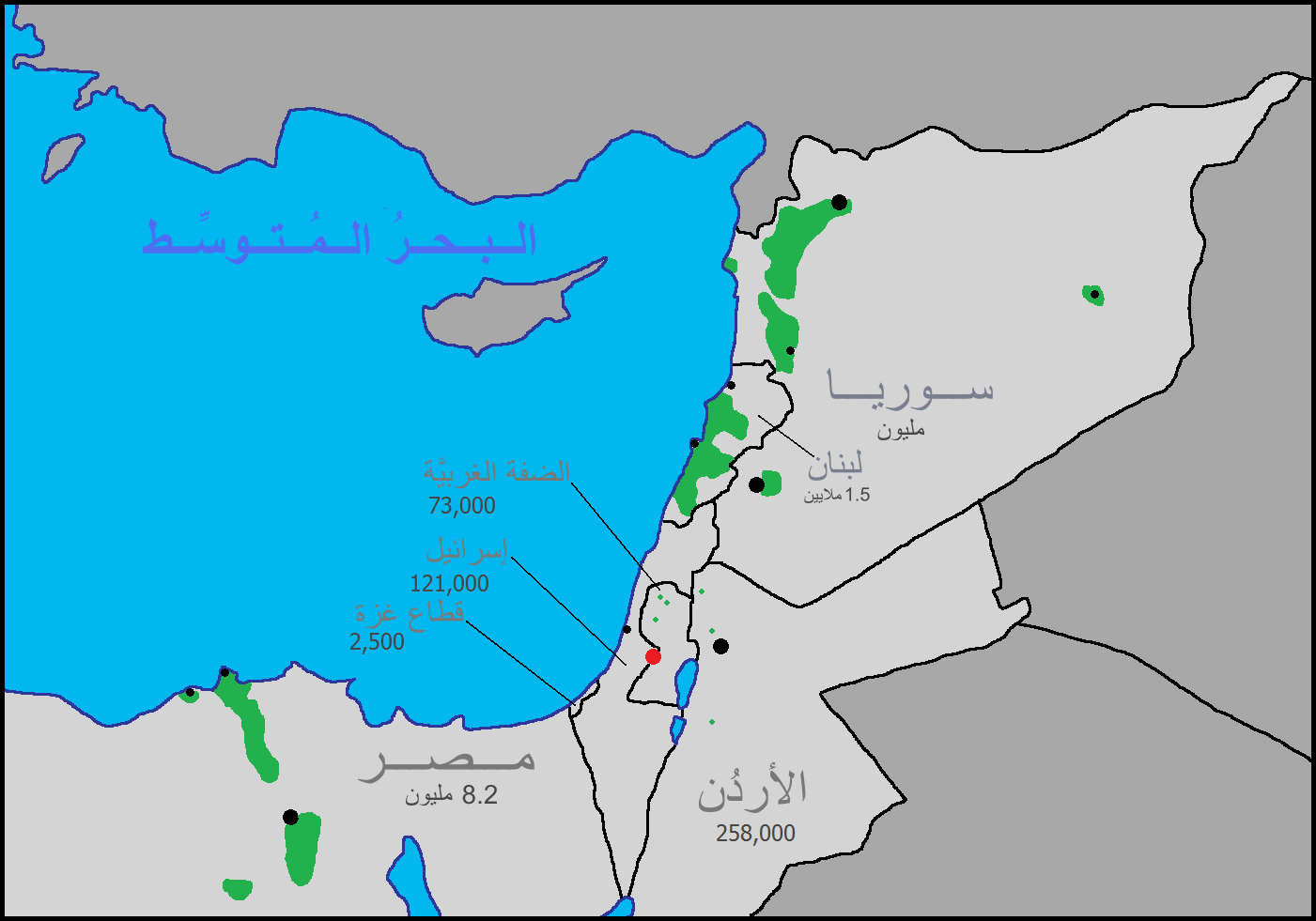
خارطة تُبيِّن انتشار المسيحيّون العرب في سوريا والأُردُن ولُبنان والضفَّة الغربيَّة وقطاع غزَّة وإسرائيل ومصر.

تحوي بلاد الشام العديد من الكنائس ذات الأهمية الدينية في المسيحية منها كنيسة القيامة في القدسوالتي تعتبر أهم كنيسة في العالم المسيحي، حيث صُلِبَ ومات وقام يسوع المسيح، ثم كنيسة المهد في بيت لحم، حيث وُلِدَ يسوع المسيح وتُعْتَبَر كنيسة المهد من أقدم الكنائس في العالم، بعد ذلك تأتي كنيسة البشارة في الناصرة، حيث عاش وكبر السيد المسيح، وبنيت هذه الكنيسة في المكان الذي يعتقد فيه المسيحيين أن الملاك جبرائيل بشّر مريم العذراء. وما يميز هذهِ الكنائس أنه تتشاركها جميع الكنائس المسيحية الكبرى، كما تُعْتَبَر فلسطين التاريخية بلادًا مقدسةُ.
كما تُعد مدينة أنطاكية وصيدنايا مدن مقدسة لدى العالم المسيحي حيث أن لأنطاكية أهمية كبيرة لدى المسيحيين في الشرق، فهي أحد الكراسي الرسولية إضافة إلى روما والقسطنطينية والقدس وبطاركة الطوائف التالية يلقبون ببطريرك أنطاكية: السريان الأرثوذكس، الروم الأرثوذكس، السريان الكاثوليك، الروم الكاثوليك، السريان الموارنة، وفي أنطاكية أطلق على المسيحيين لقب مسيحيين أول مرة.
كانت مدينة دمشق قاعدة انطلاق القديس بولس في رحلاته التبشيرية وهو واحد من رسل المسيحية وكذلك لا تزال آثار كنيسة حنانيا الأقدم ماثلة لحقبة هامة من التاريخ المسيحي، وتعتبر كنيسة أم الزنار في حمص من أقدم كنائس العالم وترقى لفترة مبكرة من القرن الأول، وكنائس واديرة كثيرة منتشرة على امتداد الأرض السورية أما أنطاكية فقد لعبت النصيب البارز في حياة المسيحيين الأولى، وقد خرج من سوريا عدد كبير من القديسين إلى جانب كون عدد كبير من آباء الكنيسة هم من السوريين. كذلك هناك العديد من المقدسات المسيحية المهمة مثل صيدنايا ومعلولا وصدد ودير سمعان وسرجيلا وعشرات القرى التاريخية المسيحية التي كانت مراكز القديسين في عصر المسيحية الأولى.
| دير السيدة العذراء | صيدنايا، سوريا               | دير السيدة العذراء |                 |              |            |
| دير مار تقلا       | معلولا، سوريا                | دير مار تقلا       |                 |              |            |
| سيدة الوادي        | الناصرة، سوريا               | -                  | مزار سيدة لبنان | حريصا، لبنان | سيدة حريصا |
| كنيسة القديس بطرس  | أنطاكية، تركيا               | كنيسة القديس بطرس  |                 |              |            |
| كنيسة المهد        | بيت لحم، فلسطين              | كنيسة المهد        |                 |              |            |
| كنيسة القيامة      | القدس                        | كنيسة القيامة      |                 |              |            |
| المغطس             | بيت عنيا، نهر الأردن، الأردن | المغطس             |                 |              |            |
| جبل نبو            | مادبا، الأردن                | جبل نبو            |                 |              |            |
| بازيليكا البشارة   | الناصرة، إسرائيل             | كنيسة البشارة      |                 |              |            |